# 刘半农
刘半农（1891年5月27日—1934年7月14日），江苏江阴南沙镇马桥村殷家埭（今属苏州市张家港市金港镇）人，原名刘寿彭，后改名复，初字半侬，后改字半农，号曲庵，笔名有寒星、范奴冬等。中國诗人、杂文家和语言学者，中国早期摄影理论家，著作《半农谈影》，是中国第一部系统的摄影美学专著。音乐家刘天华、刘北茂之兄。

## 生平
劉半農出生於江蘇省江陰縣南沙鎮馬橋村殷家埭。父親劉寶珊是江陰的生員，在家鄉辦學。四歲便啟蒙識字，之後漸漸產生對吟詩作畫等文藝的興趣。1901年，進入父親和楊繩武合辦的翰墨林小學。1907年，入常州中學。1911年，畢業後返回受翰墨林小學校長王翊唐之聘回校做教員，并与吴研因等人编辑《江阴杂志》。1912年春，革命軍起，劉半農也參加了當地青年團，做文書工作。3月，離開軍隊返鄉，遂与弟弟刘天华到上海，受邀在开明剧社任编辑，夏，為《中華新報》供稿。1913年春，開明劇社解散，經徐半梅介紹在中华书局任编译员。在中華書局期間，翻譯小說之餘，自己也進行創作。1917年夏，受蔡元培之邀，北大預科任教，並任《新青年》編委。1919年4月21日，參與教育部國語統一籌備會。五四運動時，也曾聲援被捕學生。12月，在北京高等師範學校兼任。

1920年2月7日，赴歐洲留學。3月17日，抵達倫敦，初於倫敦大學學習，次年夏赴巴黎大學留學。1925年，獲得國家文學博士學位後回國。秋，任國立北京大学国文系教授兼研究所國學門導師、北平中法大學服爾德學院中國文學系主任，並為《語絲》、《世界日報》撰文。

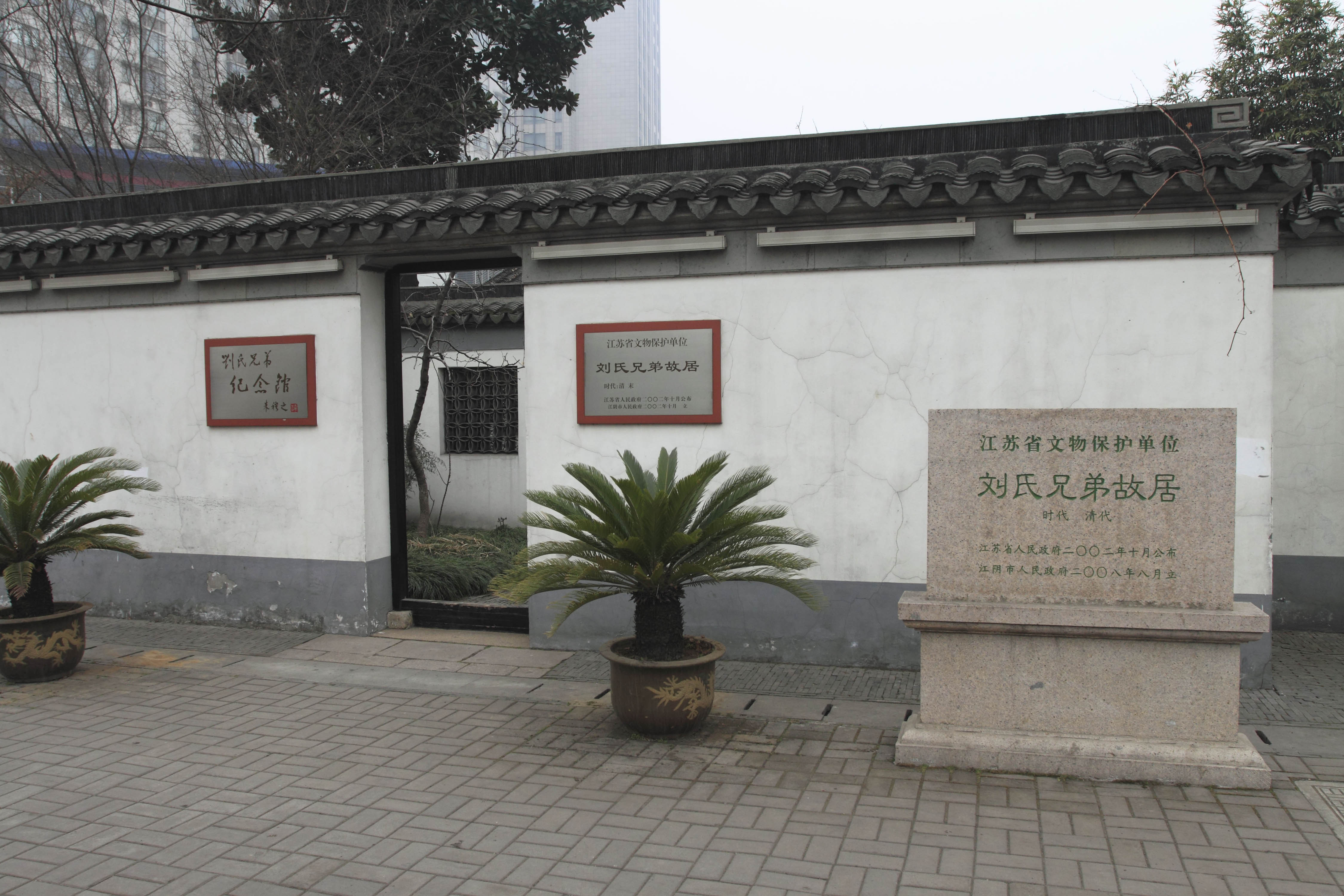
江阴刘氏兄弟故居

1928年8月13日，被聘為中央研究院歷史語言研究所研究員。1929年7月，應沈兼士之邀，兼任輔仁大學教務長。1930年5月5日，就任國立北平大學女子文理學院院長，12月，兼任輔仁大學附中高中部主任。1931年，九·一八事變後，劉半農亦主張抗日救國。1933年6月，赴河南，結合考古發現研究中國古代樂律。1934年6月，率白滌州、沈仲章、周殿福及一名工友，沿平绥铁路深入绥远、内蒙一带考察方言方音，結果染上回歸熱，7月14日逝世於北平，享年44歲，葬於北京西郊香山玉皇頂。

## 詩歌
在巴黎索邦大学获得博士学位之前的1920年9月，时在英国伦敦的刘半农写了一首《教我如何不想她》的情诗，推广了“她”字（中文本無這種用法，劉半農模仿西方語言 she 而推广），第一次将“她”字入诗。

## 出版著作
- 《宋元以來俗字譜》（與李家瑞合著）
- 诗集《瓦釜集》（1926）
- 诗集《扬鞭集》（1926）
- 《半农杂文》
- 《中国文法通论》
- 《四声实验录》
- 《初期白话诗稿》
- 译著《法国短篇小说集》
- 译著《茶花女》
- 译著《苏莱曼东游记》
- 译著《乾隆英使觐见记》
- 译著《福尔摩斯侦探案全集》

## 相关链接
- 中国诗歌库 中国现代诗歌大全
- 中国诗歌史 （页面存档备份，存于）